# 帰ってこいよ
「帰ってこいよ」（かえってこいよ）は、1980年4月21日に発売された松村和子のデビュー・シングル。

## 解説
- ロングヘアの姿で津軽三味線をギターの様につま弾く、演歌歌手としては異色のスタイルが話題となった。
- 松村の歌手デビュー当時のキャッチフレーズは「帰ってきた男衆（やんしゅう）演歌」。
- 歌詞中にあるリンゴの産地「お岩木山」をテーマにした青森県のご当地ソング。
- 1980年大晦日の『第22回日本レコード大賞』では新人賞を獲得。その後、翌1981年に入ってからもロングヒットを続け、68.3万枚のセールスを記録した。
- 松村自身、オリコンチャート及びTBSテレビ『ザ・ベストテン』に、現時点で唯一10位以内にランクインした楽曲である。
- 同曲で1981年末の『第32回NHK紅白歌合戦』に初出場を果たした。

## 収録曲
1. 帰ってこいよ (3分22秒)
作詞：平山忠夫、作曲：一代のぼる、編曲：斉藤恒夫
2. やん衆哀歌 (3分39秒)
作詞：大橋哲郎、作曲：寺賢昭、編曲：横山太郎